# 卡亚波尼亚
卡亚波尼亚是巴西戈亚斯州的一个市镇。总面积8653.189平方公里，总人口15233人，人口密度1.8人/平方公里。